# 45歳からの恋の幕アケ!!
『45歳からの恋の幕アケ!!』（原題:The English Teacher）は2013年に公開されたアメリカ合衆国のロマンティック・コメディ映画である。監督はクレイグ・ジスク、主演はジュリアン・ムーアが務めた。本作はジスクの映画監督デビュー作でもある。
本作は日本国内で劇場公開されなかったが、2015年11月3日にDVDが発売された。

## 概略
ペンシルベニア州キングストン。リンダ・シンクレアは高校で英語を教えていた。リンダは教育に対して並々ならぬ情熱を持っており、教え子たちからも信頼されていた。その一方、リンダの私生活は極めて単調なもので、恋人もいなかった。そんなある日、リンダの教え子であるジェイソン・シャーウッドが傷心状態で町に帰ってきた。ジェイソンは才能豊かな青年で、ニューヨークに行って演劇の世界に飛び込んだのだが、上手く行かなかったのである。ジェイソンは父親（トム）から法律学校への進学を強く勧められていたが、夢を諦められずにいた。そんなジェイソンの姿を見たリンダは、彼が書いた戯曲を高校で上演できるよう手配した。
上映のための準備をしていたところ、リンダとジェイソンに何とも表現しがたい感情が湧き上がり、2人は感情の赴くままに性行為に及んだ。2人がただならぬ関係にあるという噂はあっという間に広まってしまった。

## キャスト
- ジュリアン・ムーア - リンダ・シンクレア
- マイケル・アンガラノ - ジェイソン・シャーウッド
- グレッグ・キニア - トム・シャーウッド医師
- リリー・コリンズ - ハル・アンダーソン
- ネイサン・レイン - カール・カピナス
- ジェシカ・ヘクト - トルーディ・スロカム校長
- ノーバート・レオ・バッツ - フィル・ペラスキ副校長
- ニッキー・ブロンスキー - シェイラ・ヌスバウム
- エリン・ウィルヘルミ - ジョニー・ガーバー
- アラン・アイゼンバーグ - ベンジャミン・メイヤー
- チャーリー・サクストン - ウィル
- ソフィー・カーティス - ファロン・ヒューズ

## 製作
2011年9月14日、ジュリアン・ムーア、グレッグ・キニア、ネイサン・レインが本作に出演することになったと報じられた。10月24日、リリー・コリンズがキャスト入りした。2012年3月29日、ロブ・シモンセンが本作で使用される楽曲を手掛けるとの報道があった。

## 公開・マーケティング
2013年2月13日、シネディグムとトライベッカ・フィルムズが本作の全米配給権を獲得したと報じられた。4月4日、本作のオフィシャル・トレイラーが公開された。26日、本作はトライベッカ映画祭でプレミア上映された。

## 評価
本作に対する批評家からの評価は芳しいものではない。映画批評集積サイトのRotten Tomatoesには36件のレビューがあり、批評家支持率は39%、平均点は10点満点で5.39点となっている。また、Metacriticには13件のレビューがあり、加重平均値は42/100となっている。